# فلافيو سيلفا
فلافيو سيلفا هو لاعب كرة قدم برتغالي في مركز الهجوم، ولد في 3 أبريل 1996 في بيساو في غينيا بيساو. شارك مع منتخب البرتغال تحت 19 سنة لكرة القدم. أما مع النوادي، فقد لعب مع S.C.U. Torreense ‏.

## وصلات خارجية
- فلافيو سيلفا على موقع قاعدة بيانات كرة القدم.إي يو (الإنجليزية)
- فلافيو سيلفا على موقع Soccerway.com (الإنجليزية)